# La Gioconda

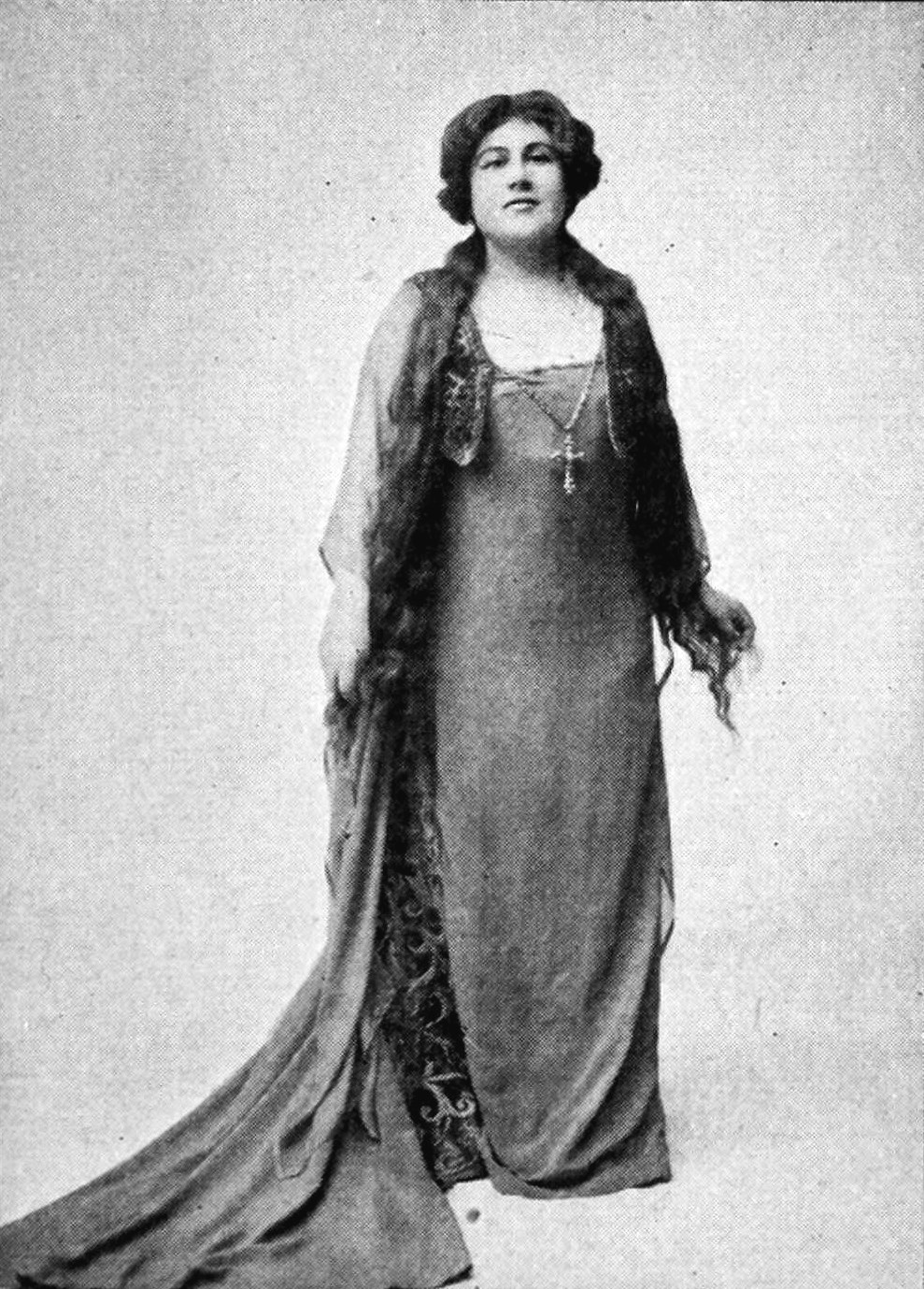

La Gioconda este o operă în patru acte, de Amilcare Ponchielli, pe un libret al italianului Arrigo Boito, bazată pe piesa de teatru în proză a lui Victor Hugo "Angelo, Tiranul din Padova", datând din 1835. (Aceasta este aceeași sursă ca cea pe care Gaetano Rossi a folosit-o pentru libretul lui la Il giuramento Mercadante, din 1837).
Premiera operei a avut loc la 8 aprilie 1876 la Teatrul Scala din Milano și a fost un real succes pentru Ponchielli.
Ponchielli și-a revizuit opera de mai multe ori, iar versiunea care se joacă astăzi a fost oferită publicului pentru prima dată în 1880. Există mai multe înregistrări complete ale operei, iar ea se joacă în mod regulat, mai ales în Italia. Aceasta este una din puținele opere care dispune de un rol principal pentru fiecare din cele șase tipuri de voce majore.
Durata operei: cca 2 ore și 45 de minute.

## Personajele principale
- Gioconda, o cântăreață (soprano)
- Laura Adorno, o doamnă genoveză (mezzo-soprano)
- La Cieca, mama Giocondei (contralto)
- Enzo Grimaldo, un prinț genovez, deghizat în marinar Dalmațian (tenor)
- Barnaba, spion al Inchiziției (bariton)
- Alvise Badoero, unul din liderii Inchiziției, soțul Laurei (bas)
- Zuàne, un barcagiu concurent în regată (bas)
- Isèpo, un scrib (tenor)
- Un cântăreț (bas)
- O călăuză (bas)

## Acțiunea:
Acțiunea are loc la Veneția în secolul XVII
Povestea se învârte în jurul unei femei, Gioconda. Ea își iubește atât de mult mama, încât, atunci când Laura, rivala ei în dragoste pentru inima lui Enzo, salvează viața mamei ei, drept răsplată, Gioconda renunță la propria ei dragoste în favoarea Laurei. Ticălosul  Barnaba încearcă să o seducă pe Gioconda, dar ea preferă moartea.

### ACTUL I
(Gura Leului)
Curtea Palatului Dogilor
În timpul sărbătorilor de carnaval înainte de Postul Mare, în timp ce toată lumea este preocupată de cursa gondolelor, Barnaba, un spion de stat, o urmărește cu jind pe Gioconda, în timp ce aceasta o conduce pe mama ei oarbă, La Cieca, în Piață. El încearcă să-i facă curte, dar când avansurile sale amoroase sunt respinse cu fermitate, acesta se răzbună prin denunțarea bătrânei drept o vrăjitoare ale cărui puteri malefice au influențat rezultatul cursei de gondole.
Doar intervenția unui tânăr căpitan reușește să țină furia mulțimii deoparte.
Calmul este restabilit la sosirea lui Alvise Badoero, un membru al Inchiziției venețiene, și soția sa, Laura.
Laura o ia pe La Cieca sub protecția ei personală, și în semn de recunoștință bătrâna îi dă bunul ei cel mai de preț, și anume, mătăniile. Ager, Barnaba observă privirile pe furiș dintre Laura și căpitanul de mare, care-i indică o relație secretă.
Reamintindu-și că Laura a fost logodită cu nobilul, dar acum exilatul Enzo Grimaldo, înainte de căsătoria ei forțată cu Alvise, Barnaba își dă seama că acel căpitan de mare, nu poate fi decât Enzo deghizat.
Barnaba se confruntă cu Enzo, care admite că scopul revenirii lui la Veneția este de a o lua pe Laura pentru a începe o nouă viață în altă parte.
Barnaba știe că Gioconda este, de asemenea, îndrăgostită nebunește de Enzo și el vede o oportunitate de a-și îmbunătăți șansele sale spre inima Giocondei, prin sprijinirea planului de fugă a lui Enzo.
După despărțirea de Enzo, Barnaba dictează o scrisoare pentru Alvise, dezvăluindu-i infidelitatea soției sale și planul de evadare al celor doi iubiți. El este conștient că a fost auzit de către Gioconda, dictând scrisoarea.
Actul se încheie cu Barnaba aruncând scrisoarea în Gura Leului, acolo unde toate informațiile secrete sunt lăsate pentru Inchiziției, în timp ce Gioconda se plânge lui Enzo despre trădare lui Barnaba. În acest timp mulțimea se întoarce la festivitățile sale.

### ACTUL II
(Mătăniile)
Pe puntea vasului lui Enzo
Enzo așteaptă ca Barnaba s-o scoată pe Laura din oraș și s-o aducă pe nava lui. Reuniunea lor plină de bucurie este umbrită de temerile Laurei care nu are încredere în Barnaba. Treptat, Enzo reușește să o liniștească, și o lasă pe punte, în timp ce el se duce să pregătească nava, pentru plecarea lor.
Gioconda a urmărit-o pe Laura cu intenția de-a se răzbuna pe rivala ei.
Alvise și oamenii lui înarmați sunt, de asemenea, în căutarea fugarilor. Ajungând pe vas, Gioconda este pe cale de a o înjunghia pe Laura, dar vede la gâtul ei mătăniile mamei ei și își schimbă brusc intenția. Ea o grăbește pe Laura în barca ei, astfel încât să se poată sustrage urmăritorilor ei.
Revenind pe punte, Enzo constată că Laura a fugit lăsând-o pe Gioconda triumfătoare.
Mai mult decât atât oamenii lui Alvise se apropie rapid. El e pregătit să dea foc la navă, decât să cadă în mâinile dușmanilor săi.

### ACTUL III
(Casa de Aur)
Palatul lui Alvise
Laura a fost capturată, iar soțul ei răzbunător, insistă că ea trebuie să moară otrăvindu-se (comițând astfel suicidul și condamnând-se să ajungă în iad). Încă o dată, Gioconda a urmărit-o pe Laura, găsind modul de a se strecura în palat, de data aceasta cu intenția de a o salva pe rivala ei. Găsind-o pe Laura singură, Gioconda înlocuiește eprubeta de otravă, cu un drog puternic, care creează o moarte aparentă.
A doua scenă începe cu Alvise primind pe colegii săi, membri ai nobilimii, la palat; Barnaba și Enzo sunt printre cei prezenți. Distracția este oferită generos, iar actul se termină cu numărul de balet de renume mondial "Dansul orelor".

### ACTUL IV
Canalul Orfano
Starea de spirit a petrecerii este spulberată cu un clopot care începe să bată, iar corpul Laurei este descoperit așteaptând înmormântarea. Enzo înnebunit de durere, își aruncă masca și este imediat capturat de către oamenii lui Alvise.
În schimbul eliberării lui Enzo de la închisoare, Gioconda a fost de acord să se ofere lui Barnaba. Când Enzo ajunge în prezența Giocondei, el este inițial furios atunci când ea îi relevă faptul că a adus trupul Laurei de la mormânt. El este pe cale să o înjunghie când aude vocea Laurei și astfel devine clar că Gioconda a făcut posibilă reunirea iubirii lor.
Enzo și Laura evadează, lăsând-o pe Gioconda să facă față ororilor care o așteaptă cu Barnaba. Vocile gondolierilor se aud îndepărtare spunând că există cadavre plutind în oraș. Când Gioconda încearcă să plece, ea este prinsă de Barnaba. Atunci ea pretinde că e bucuroasă de sosirea sa, dar apucă un pumnal și se înjunghie mortal. De furie și frustrat, Barnaba încearcă să comită un ultim act draconic, țipă la corpul neînsuflețit "Ultima noapte când mama ta ma ofensat. Am înecat-o !"